# William Dod
William Dod (ur. 18 lipca 1867 w Bebington, zm. 8 października 1954 w Earl’s Court w Londynie) – były brytyjski łucznik, mistrz olimpijski. Startował w konkurencji łuków klasycznych.
Największym jego osiągnięciem było mistrzostwo igrzysk olimpijskich w Londynie w 1908 roku w konkurencji indywidualnej.
Jego siostra Lottie Dod zdobyła na tych igrzyskach srebrny medal w rundzie podwójnej kobiet.